# 大义郡
大义郡，中国南北朝时设置的郡。
北周置大义郡，治所在今河南省桐柏县一带，辖县不详，与上川郡、漢廣郡同属淮州。隋文帝开皇三年（583年）废大义郡，属地属显州。